# Умные материалы

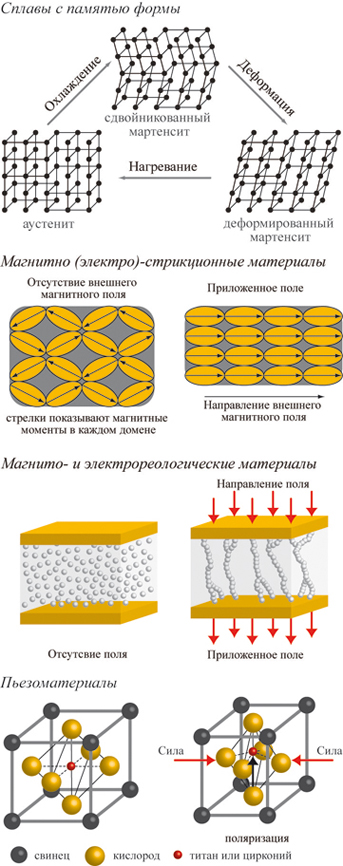
Примеры «умных» материалов (по материалам лекций по нанотехнологиям, ФНМ МГУ, 2009

«Умные» материалы иначе «интеллектуальные» материалы (англ. smart materials) — класс различных по химическому составу и агрегатному состоянию материалов, которые объединяет проявление одной или нескольких физических (оптических, магнитных, электрических, механических) или физико-химических (реологических и др.) характеристик, значительно (обратимо или необратимо) изменяющихся под влиянием внешних воздействий: давления, температуры, влажности, pH среды, электрического или магнитного поля и др. Умные материалы часто используются при создании умной одежды или в мягкой робототехнике.

## Описание

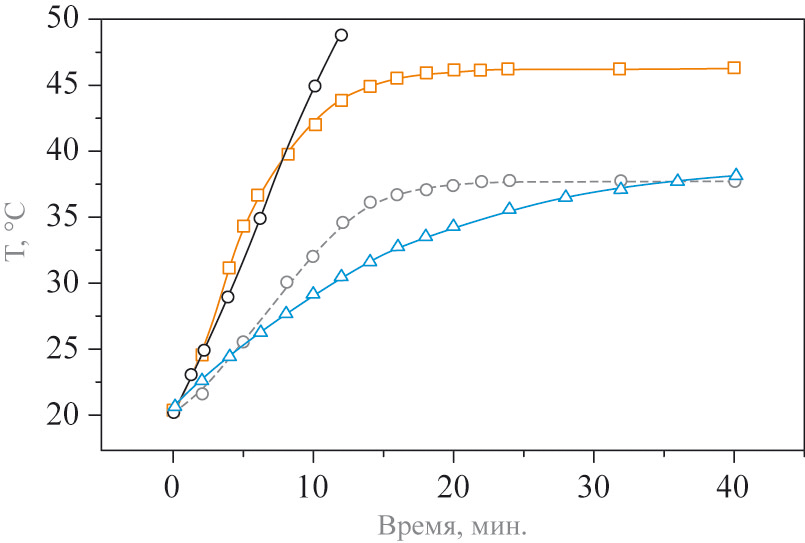
«Умные» преобразователи энергии высокочастотного излучения в тепло без контроля извне останавливают свой нагрев на определенном уровне, продолжая находиться в высокочастотном магнитном поле. Как правило, это связано с переходом материала преобразователя при определенной температуре из состояния ферромагнетика в парамагнетик (температура Кюри), который уже не нагревается в магнитном поле. На рисунке — динамика температуры суспензий, содержащих частицы различных магнитных материаловреобразователей, от времени их нахождения в магнитном поле. Прямая линия — температура суспензии, содержащей «обычный» преобразователь

«Умными» разнородные материалы этой группы делает проявление взаимозависимых, но различных по своей природе свойств (механических, электрических, магнитных и пр.), что позволяет использовать их как сенсоры, чувствительные к какому-либо внешнему воздействию, либо в качестве «актуаторов», вызывающих искусственно совершаемое действие при подаче контролирующего сигнала. И в том, и в другом случаях функция отклика на воздействие, как правило, является нелинейной. Некоторые из «умных» материалов могут самостоятельно реагировать на внешние воздействия, как, например, биметаллические пластины в простейших регуляторах температуры.
Наиболее часто к «умным» материалам относят пьезоэлектрики (альфа-кварц, титанат-цирконат свинца), выступающие в роли «сенсоров» или «актуаторов». В последнее время к ним же причисляют термоэлектрики, мультиферроики, магнитокалорические материалы, материалы с эффектом гигантского магнетосопротивления, магнитореологические, электрореологические жидкости, материалы, обладающие эффектом памяти формы (нитинол и др.), термо- и фоточувствительные полимеры с памятью формы (ППФ). К «умным» материалам можно отнести полимерные гели, способные в сотни раз изменять свой объём (коллапс геля) при небольшом изменении внешних условий (температуры, состава растворителя, водородного показателя среды — pH). Различные полимерные покрытия, значительно изменяющие свои электропроводящие, оптические и другие свойства при сорбции определенных веществ, применяются в сенсорах приборов для мониторинга окружающей среды, в частности, для определения концентрации токсичных веществ.
Далеко не все «умные» материалы непосредственно относятся к категории наноматериалов, однако они часто находят применение в области нанотехнологий. Так, сегнетоэлектрики (пьезоэлектрики) используются для создания высокоточных позиционирующих устройств (в частности, для сканирующей зондовой микроскопии), в магнитореологических жидкостях применяются высокодисперсные магнитные частицы (наночастицы). Ряд наноустройств создан на базе пьезоэлектриков (нановесы, одномерные наноструктуры из титаната бария или оксида цинка, использующиеся для генерации электроэнергии и т. д.).

## Приложения
Интеллектуальные (или "умные") материалы — это будущее аддитивных технологий (АТ), где 3D изделия не просто статичны, а способны реагировать на внешние воздействия. Такие материалы расширяют возможности 3D - печати, переходя к концепции 4D - печати . Вот некоторые примеры использования:
- Медицина: Стенты (никелид титана (нитинол)), зажимы-фиксаторы, гидрогели для доставки лекарств.
- Мягкая робототехника: Мягкие актуаторы (полимеры с памятью формы, электроактивные полимеры), сенсоры (ЦТС, BaTiO3 керамика).
- Аэрокосмос: Адаптивные крылья (Nitinol).
- Одежда: Терморегулирующие ткани (полимеры с памятью формы, электроактивные полимеры), мягкие датчики для экзоскелетов.
- Электроника: Датчики давления (PZT).

Ауксетические метаматериальные структуры являются также перспективными умными материалами благодаря своим особым свойствам. Одним из главных преимуществ ауксетических метаматериалов, и, особенно, иерархических ауксетических материалов, является возможность на стадии  проектирования их структуры и выбора материала, задавать его геометрические параметры, и влиять на его механические свойства. Это делает такие умные материалы востребованными во многих отраслях промышленности и биомедицины,.